# WWVH

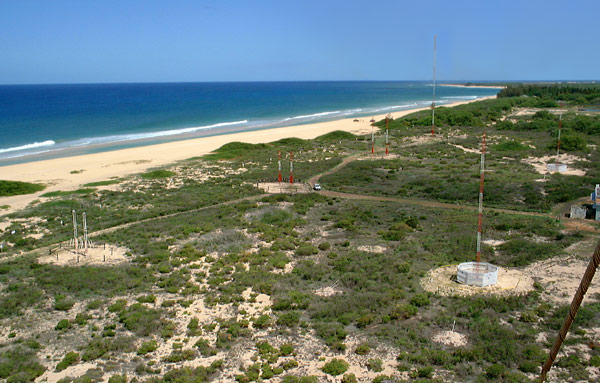
Champ d'antenne de WWVH.

WWVH est l’indicatif téléphonique de la station de transmission de l'heure légale par ondes courtes de l’U.S. National Institute of Standards and Technology (NIST), située à Kekaha (en), sur l’île de Kauai, dans l’État de Hawaï.  
WWVH est la station sœur du WWV dans le Pacifique et présente un format de diffusion similaire. Comme WWV, la fonction principale de WWVH est la diffusion de l'heure officielle du gouvernement américain, selon les mêmes méthodes que celles du signal de WWV.
Afin de minimiser les interférences avec les émissions WWV sur les mêmes fréquences, les émissions de WWVH sur 5, 10 et 15 MHz sont directionnelles, dirigées principalement vers l'ouest. Malgré cette stratégie, à certains endroits, notamment sur la côte ouest de l’Amérique du Nord; et à certains moments, en raison des conditions ionosphériques, l'auditeur peut entendre à la fois les signaux WWV et WWVH sur la même fréquence. Les informations modulées sur les ondes sont modifiées pour réduire la confusion si les deux sont reçues simultanément. En particulier, les annonces vocales sur l’une des émissions correspondent à des périodes de silence sur l’autre. WWVH utilise une voix féminine pour se distinguer du WWV, qui utilise une voix masculine. Les signaux horaires WWVH sont également accessibles par téléphone.
| Station | Date de mise en service | Date de mise hors service | Fréquences radio | Fréquences audio | Pitch musical | Intervalles de temps | Signaux horaires | Correction UT2 | Prévisions de propagation | Alertes géophysiques |
| ------- | ----------------------- | ------------------------- | ---------------- | ---------------- | ------------- | -------------------- | ---------------- | -------------- | ------------------------- | -------------------- |
| WWV     | 1923                    |                           | ✔                | ✔                | ✔             | ✔                    | ✔                | ✔              | ✔                         | ✔                    |
| WWVH    | 1948                    | ✔                         | ✔                | ✔                | ✔             | ✔                    | ✔                |                | ✔                         |                      |
| WWVB    | 1963                    | ✔                         |                  |                  | ✔             | ✔                    | ✔                |                |                           |                      |
| WWVL    | 1963                    | 1972                      | ✔                |                  |               |                      |                  |                |                           |                      |

## Système de transmission
| Coordonnées des antennes WWVH | Coordonnées des antennes WWVH     |
| ----------------------------- | --------------------------------- |
| 2.5 MHz                       | 21° 59′ 20,9″ N, 159° 45′ 52,4″ O |
| 5 MHz                         | 21° 59′ 10,8″ N, 159° 45′ 44,8″ O |
| 10 MHz                        | 21° 59′ 18,2″ N, 159° 45′ 51,3″ O |
| 15 MHz                        | 21° 59′ 15,3″ N, 159° 45′ 50″ O   |

WWVH diffuse son signal sur quatre émetteurs, un pour chaque fréquence. L'émetteur de 2,5 MHz émet avec 5 kW PAR, tandis que les autres émetteurs utilisent 10 kW PAR. L'antenne de 2,5 MHz a une hauteur d'une demi-longueur d'onde et émet un diagramme omnidirectionnel. Les antennes restantes sont composées chacune de deux éléments: une demi-longueur d’onde de hauteur, séparés horizontalement par un quart de longueur d’onde. Le signal émanant d'un élément est en phase de quadrature par rapport au signal de l'autre. Il en résulte un diagramme de rayonnement cardioïde avec un gain maximum dirigé vers l’ouest.

## Format de diffusion
Le signal WWVH est extrêmement similaire au signal WWV, mais quelques modifications ont été apportées pour réduire la confusion si les deux sont entendus simultanément :
- Les ticks de 5 ms sont de 6 cycles de 1 200 Hz au lieu de 5 cycles de 1 000 Hz. Le bip minute de 800 ms est également de 1 200 Hz. (Tout comme WWV, ceci est omis pendant les minutes 29 et 59 et remplacé par 1 500 Hz au début de chaque heure).
- Les annonces vocales utilisent une voix féminine (celle de Jane Barbe) et durent 7,5 secondes et commencent 15 secondes avant la minute. (Le WWV diffuse à voix masculine pendant les dernières 7,5 secondes de chaque minute).
- Les tonalités audio envoyées pendant les 45 premières secondes de la plupart des minutes sont échangées : 600 Hz pendant des minutes paires et 500 Hz pendant des minutes impaires. (Recevoir les deux simultanément donne à l'auditeur un son similaire à un carillon qui sonne continuellement).
- La tonalité A440 marquant l'heure est envoyée pendant la minute 1 (par opposition à la minute 2 pour WWV). Comme WWV, elle est omis pendant la première heure de chaque jour UTC.
- Les tonalités audio sont supprimées lorsque WWV transmet des annonces vocales : minutes 00, 08-10, 14-19 et 30.
- Les annonces vocales sont reprogrammées par rapport à WWV :
  - L'identification de la station est faite pendant les minutes 29 et 59 (contre 00 et 30 pour WWV)
  - Les rapports sur l'état de santé des satellites GPS sont transmis pendant les minutes 43 et 44 (contre 14 et 15 pour WWH)
  - Les géoalertes de météorologie spatiale de la NOAA sont transmises à la minute 45 (contre 18 pour WWH)
  - Les avertissements de tempête du National Weather Service pour toutes les parties de l'océan Pacifique sont diffusés pendant les minutes 48 à 51, débordant à la minute 52 si nécessaire (par rapport aux informations sur l'Atlantique et le nord-est du Pacifique entre 08-10 et 11).
  - Les minutes 03 et 47 sont utilisées pour les annonces spéciales du NIST lorsque cela est nécessaire (contre 04 et 16 pour WWV). Comme WWV, avant l’arrêt du système de navigation OMEGA en 1997, le rapport sur l’état d’OMEGA était diffusé à 47.

## Annonce d'identification de la station toutes les demi-heures
WWVH s'identifie deux fois par heure, à 29 et 59 minutes après l'heure. Le texte de l'identification est le suivant (en anglais) :
« National Institute of Standards and Technology Time. Il s'agit de la station de radio WWVH, Kauai, Hawaii, qui émet sur des fréquences porteuses standard de 2,5, 5, 10 et 15 MHz attribuées à l'échelle internationale, fournissant l'heure du jour, l'intervalle d'heure standard et d'autres informations connexes. Les demandes de renseignements concernant ces transmissions peuvent être adressées à la National Institute of Standards and Technology, station de radio WWVH, Boîte postale 417, Kekaha (en) 96752. Aloha. »
Les rapports de réception envoyés à cette adresse recevront sur demande une carte QSL[réf. non conforme].

## Service téléphonique
Le signal horaire de WWVH est également accessible en appelant +1(808)335-4363.